# Forêt de Touffou
La forêt de Touffou est une forêt du département de la Loire-Atlantique située au sud de la ville de Nantes, sur les communes de Vertou et du  Bignon.

## Description
La forêt de Touffou est pour 47 hectares une propriété du Département de la Loire-Atlantique, située au sud de la ville de Vertou, dans un massif forestier de 230 hectares s'étendant sur la commune du Bignon.

### Diversité des essences
D'après les indications affichées par le département, sur le parking de l'entrée principale de la forêt.
- 39,53 ha de feuillus :
  - Chêne sessile et Chêne pédonculé : 33,44 ha
  - Chêne rouge d'Amérique : 1,86 ha
  - Châtaignier : 1,39 ha
  - Autres feuillus : 2,84 ha
- 7,55 ha de résineux :
  - pin sylvestre : 6,34 ha
  - pin laricio : 0,89 ha
  - autres résineux : 0,32 ha

### Photographies

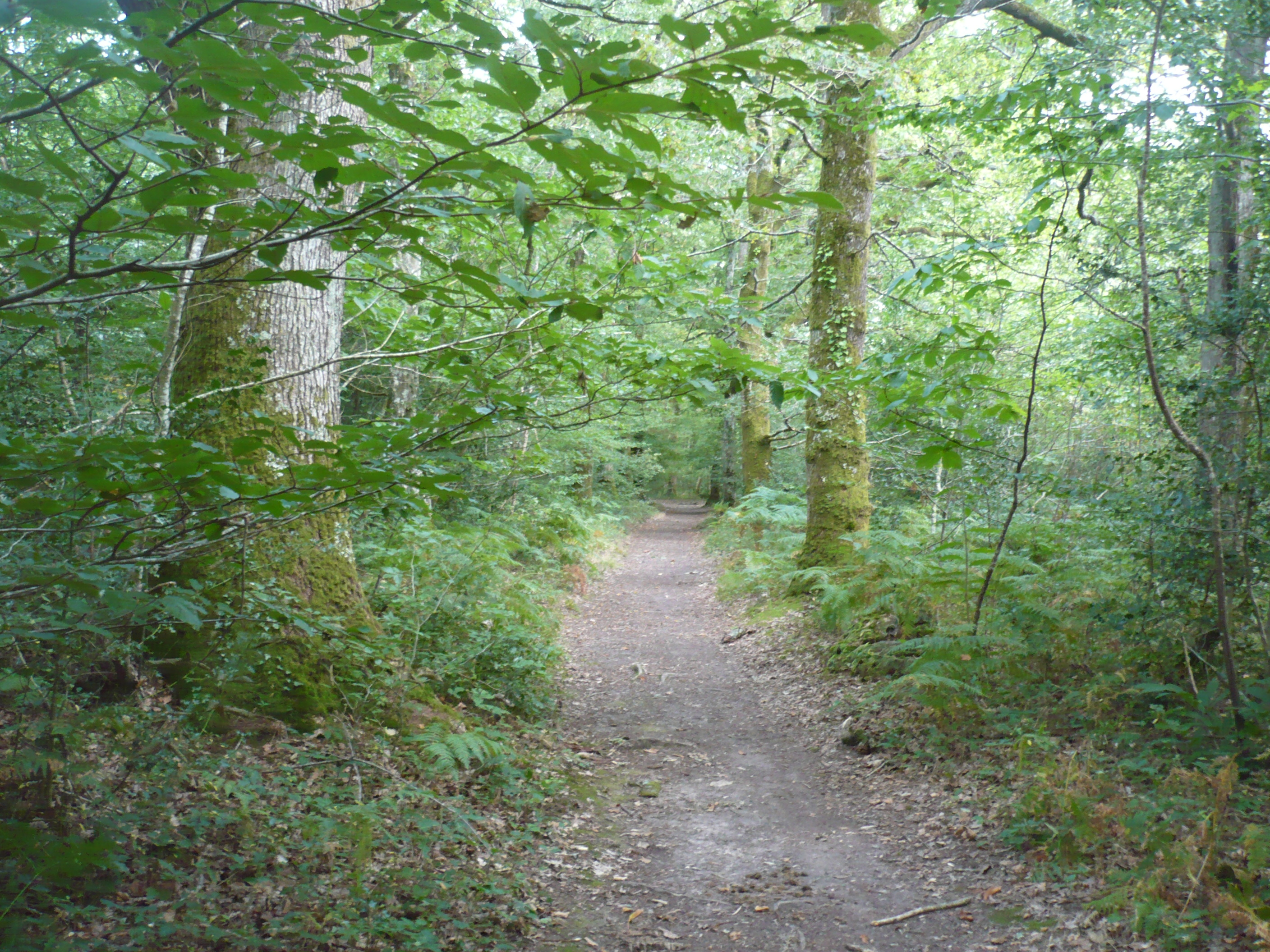
Un des chemins de la forêt de Touffou.
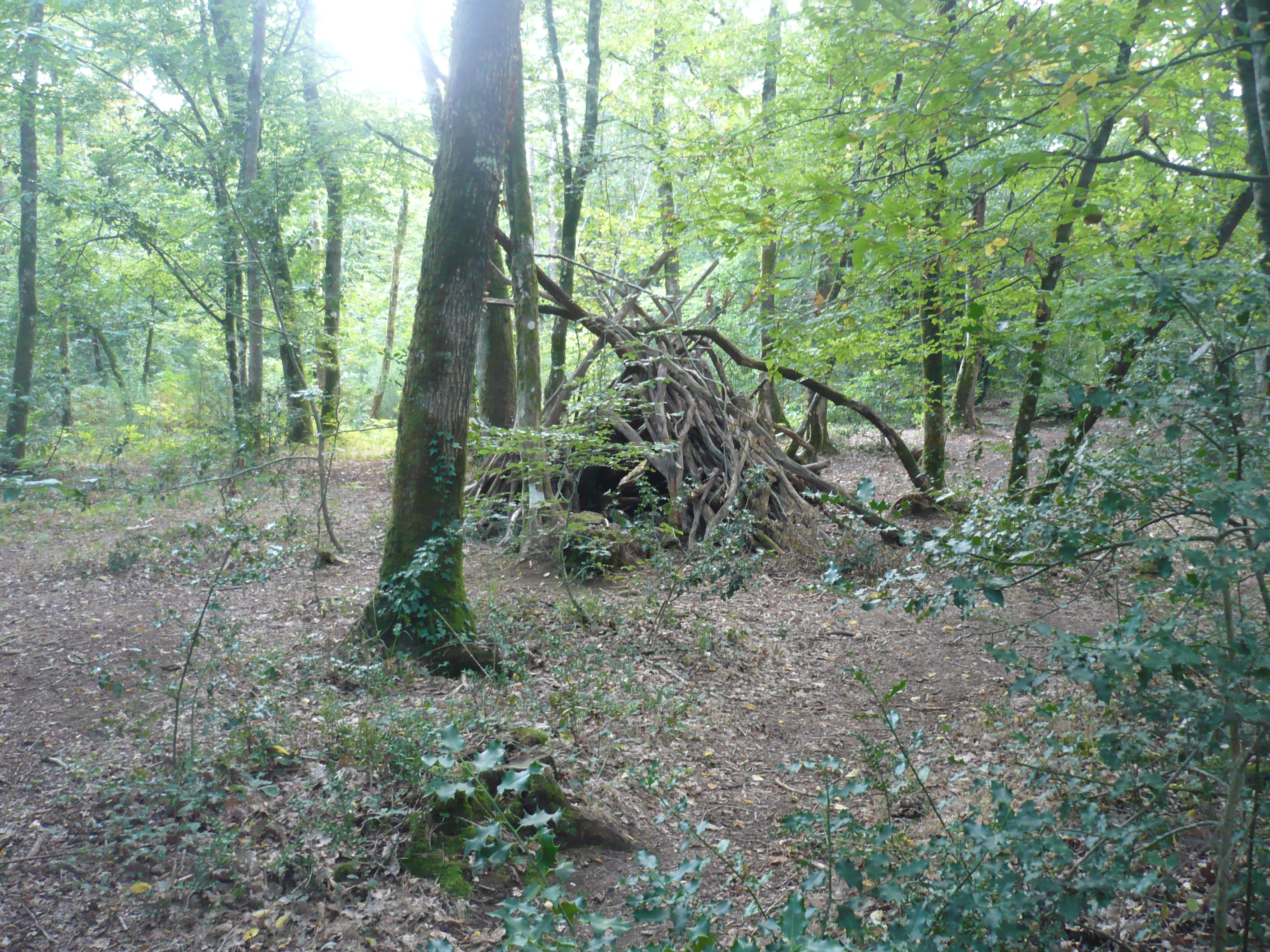
Cabane

### Faune notable
Des rapaces diurnes comme la buse variable et nocturnes comme la chouette hulotte peuvent chasser et/ou se reproduire dans la forêt de Touffou.
L'engoulevent d'Europe, oiseau nocturne au plumage complexe, le rendant difficilement visible, est présent.
Concernant les mammifères, il est à noter la présence du chevreuil et du blaireau.

### Plans d'eau
Trois plans d'eau principaux se trouvent dans la forêt :
- la mare forestière au sud,
- l'étang au centre et
- une dépression humide aux abords de l'étang.

#### La mare forestière
Le plan d'eau au sud de la forêt est une mare artificielle, aménagée en 1996, pour les besoins en eau en cas d'incendie. 

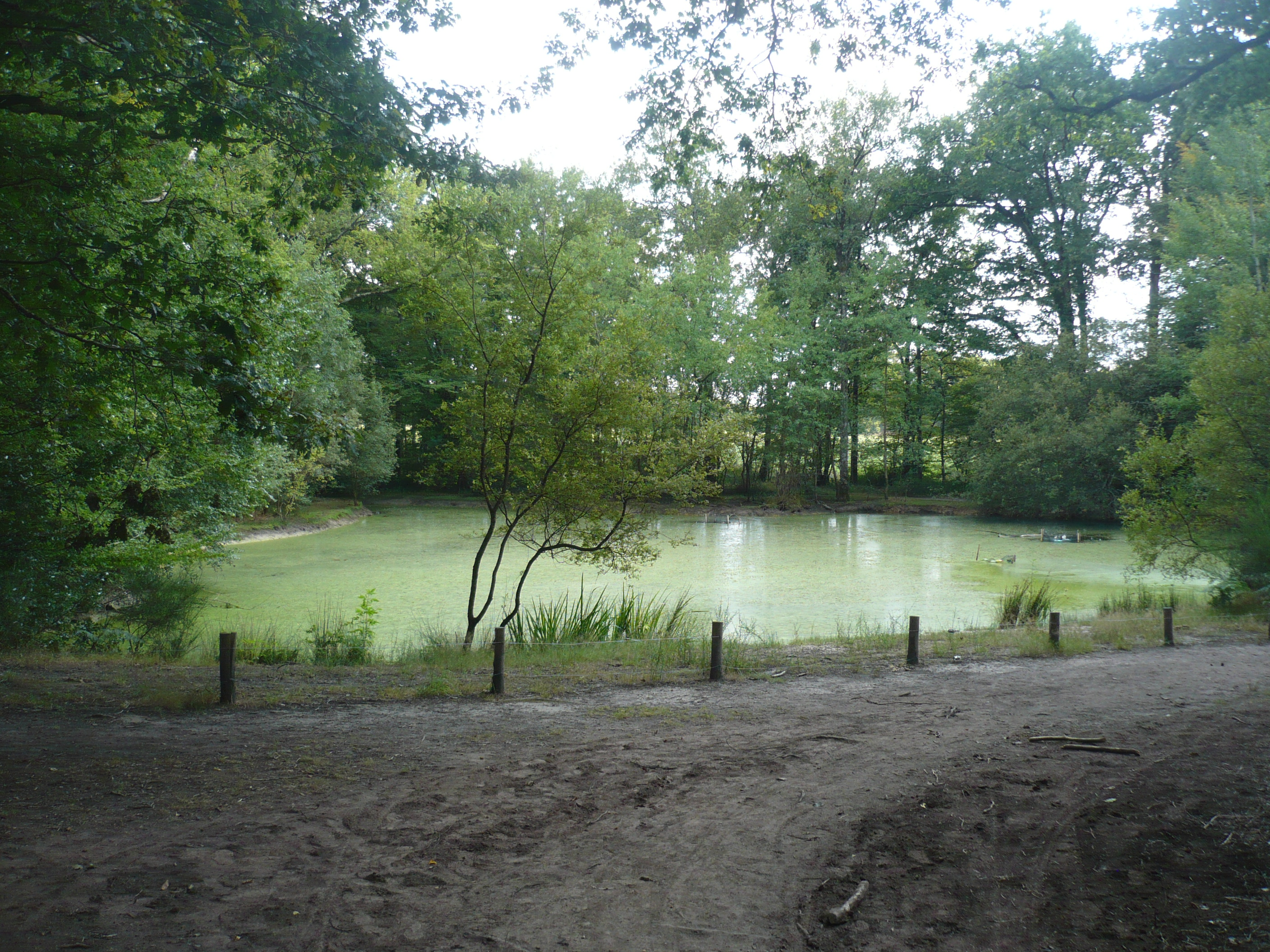
mare forestière aménagée pour disposer d'une réserve d'eau en cas d'incendie, devenue écosystème.

Cette mare est devenue un écosystème des espèces comme celles de la grenouille verte, du crapaud épineux, du triton marbré, de la salamandre tachetée, de la couleuvre helvétique et de la libellule déprimée. La flore se compose principalement de l'iris des marais et du nénuphar.

#### L'étang
Un étang se trouve au centre du massif forestier de 230 hectares.

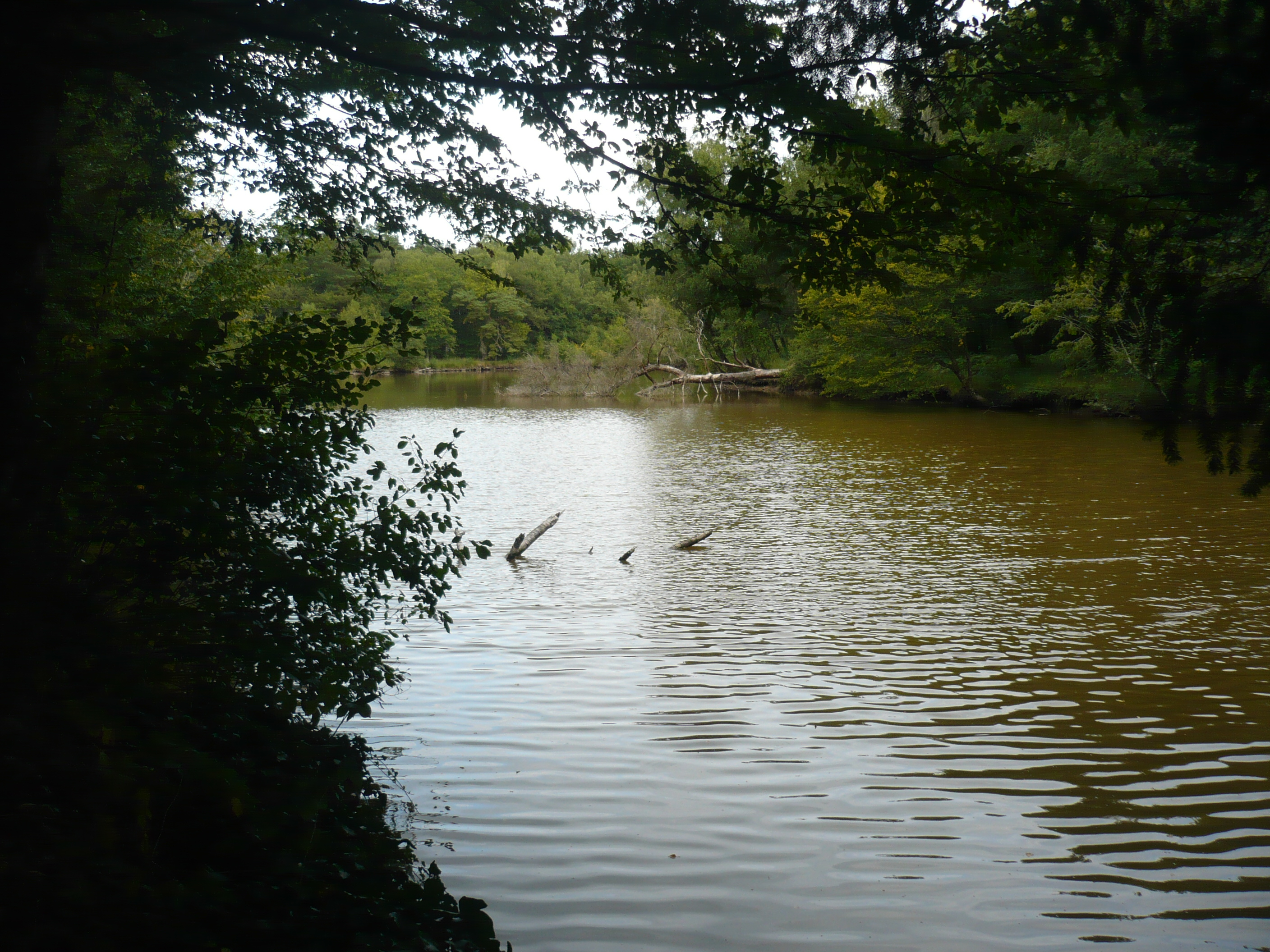
étang de la forêt de Touffou en Loire-Atlantique

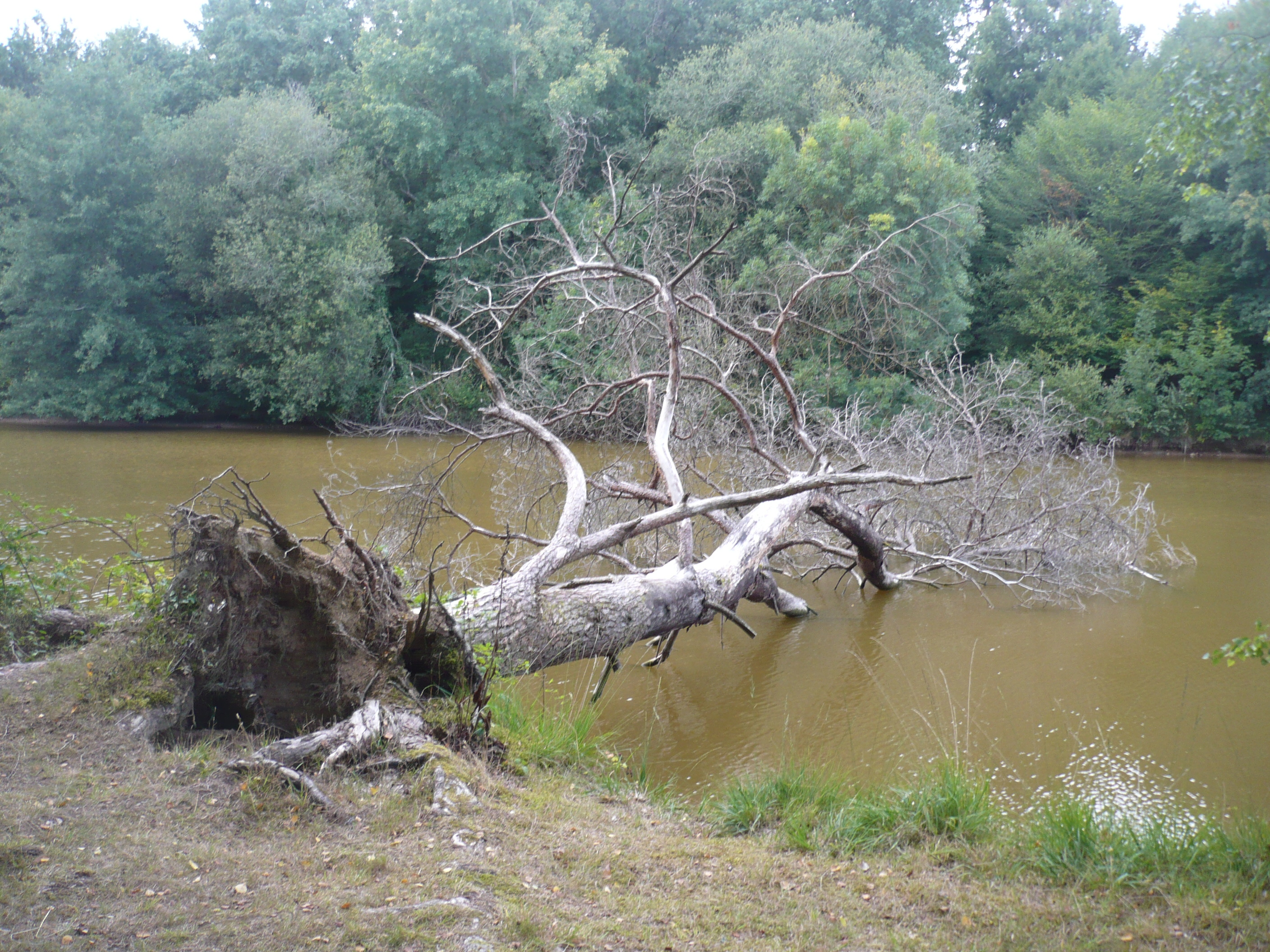
Arbre mort déraciné tombé dans l'étang de la forêt de Touffou

#### La dépression humide
Entièrement sous les arbres, au nord de l'étang se trouve une dépression humide.

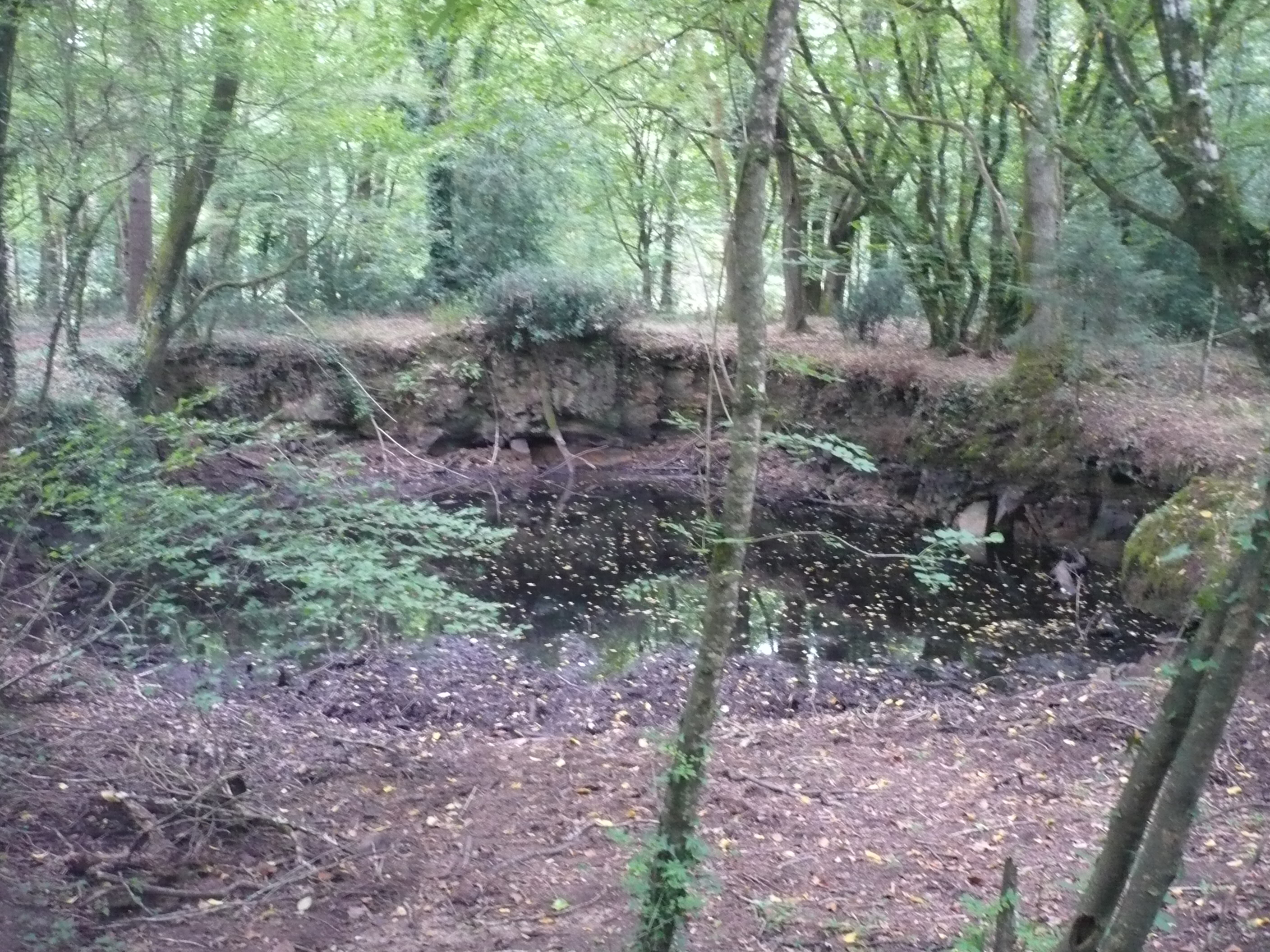
Mare dans la forêt de Touffou

## Histoire
Au XIIIe siècle la forêt était un domaine de chasse et source de revenus d'exploitation forestière, propriété des Ducs de Bretagne et Comtes de Nantes.
Elle a été le lieu de combats entre royalistes et républicains durant la Révolution.

#### Liens OpenStreetMap
- Délimitation de la forêt
- Délimitation de la commune de Vertou
- Délimitation de la commune du Bignon